# SI partie I
SI partie 1 is het vierde studioalbum van de Franse muziekgroep Nemo. Het album gaat net als haar opvolger over genetische manipulatie en dan wel van de mens zelf. Op de fora over progressieve rock werden beide SI-albums gezien als het beste wat Nemo tot dan toe ten gehore had gebracht. Men vond met name dat de zang, altijd een zwak punt binnen de band, vooruit was gegaan. De band liet op de albums een mengeling horen van stijlen binnen de progressieve rock en fusion.
Het album was al een jaar van tevoren aangekondigd. Om de opnametermijn op te vullen werd ondertussen het livealbum Immersion publique uitgebracht.

## Musici
- Jean Pierre Louveton – gitaar, zang
- Guillaume Fontaine – toetsinstrumenten, zang
- Lionel B. Guichard – basgitaar, zang
- Jean Baptiste Itier – slagwek, zang

## Muziek
| Nr. | Titel                                                                                                  | toelichting                    | Duur  |
| --- | --- | ------------------------------ | ----- |
| 1.  | Douce mort (1. Vivant; 2.Douce mort)                                                                   | Si la mort devient utile       | 16:26 |
| 2.  | Ici, maintenant                                                                                        | So l’homme n’est plus mortel   | 6:27  |
| 3.  | Miroirs                                                                                                | Si le masque est uniforme      | 6:44  |
| 4.  | SI | Si la vie est à vendre         | 8:00  |
| 5.  | Apprentis sorciers (1.Apprentis, 2.L’éternel hiver, 3.Danse de la pluie (Nowea fridjies), 4. Sorciers) | Si la science domine la nature | 20:05 |